# Orquestra da Suíça Romanda
A Orquestra da Suíça Romanda  (em francês, Orchestre de la Suisse romande, OSR) foi fundada em 30 de novembro de 1918 pelo maestro suíço Ernest Ansermet, que a dirigiu até 1967. Normalmente, apresenta-se  no Victória Hall de Genebra.  
Entre 1915 e 1923, Ansermet dirigiu o Balé Russo de Diaghilev e, viajando com a companhia  pela Europa, encontrou Claude Debussy e Maurice Ravel. Durante a Primeira Guerra Mundial  encontrou-se com Ígor Stravinski, que vivia exilado na Suíça. A partir daí, começou a sua longa colaboração com o grande músico  russo, e a OSR  foi a primeira orquestra a gravar o Capricho de Stravinski, tendo o próprio compositor  como solista. Desde então, a orquestra passou a ser reconhecida por sua contribuição à musica contemporânea.
Durante a Segunda Guerra Mundial, muitos maestros alemães fixaram-se na Suíça e foram regentes convidados da orquestra. Dentre eles, destacam-se Wilhelm Furtwängler, que regeu  obras de Beethoven, Brahms e Richard Strauss, e Carl Schuricht que apresentou  obras de Bruckner e Mahler.
A  Ernest Ansermet, regente da OSR e  seu diretor durante cerca de 50 anos (1918-1967), sucederam-se nomes famosos como Paul Kletzki (1967-1970), Wolfgang Sawallisch (1972-1980), Horst Stein (1980-1985), Armin Jordan (1985-1997), Fabio Luisi (1997-2002) e Pinchas Steinberg (2002-2005). Marek Janowski, que nasceu na Polónia mas foi educado na Alemanha, é o diretor musical da ORS desde 2005..